# Ямки (Красногвардейский район)
Я́мки — хутор в Красногвардейском районе Белгородской области. Входит в состав Стрелецкого сельского поселения.

## География
Хутор находится на расстоянии 5 км к северо-востоку от города Бирюч, административного центра района.

### Часовой пояс
Хутор Ямки, как и вся Белгородская область, находится в часовой зоне МСК (московское время). Смещение применяемого времени относительно UTC составляет +3:00.

## Население
| 2002 | 2010 |
| ---- | ---- |
| 123  | ↘121 |